# Odpamiętywanie
Odpamiętywanie - aktualizacja pamiętanego materiału, która może przybierać trzy formy:
- reprodukcji - czyli dokładnego  przywołania tego, co zapamiętaliśmy;
- przypomnienia - to znaczy aktualizacji treści uprzednich przeżyć jako wspomnień, bez konieczności zachowania ich struktury i wszystkich szczegółów;
- rozpoznania - polegającego na identyfikacji wcześniej odebranych informacji.